# Loučeň (zámek)

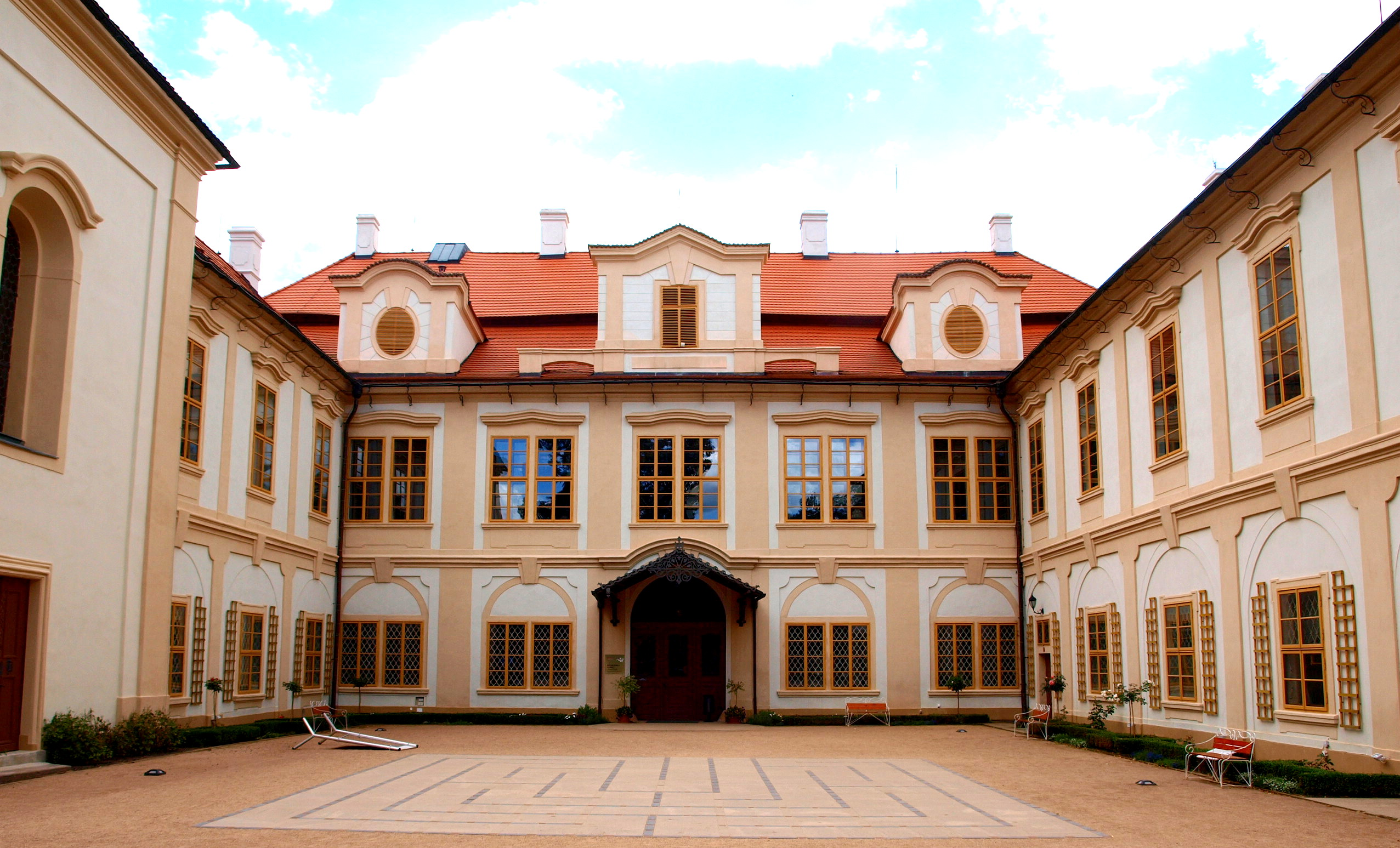
Pohled z nádvoří se světelným labyrintem

Zámek Loučeň je barokní zámek, který se nachází v městysu Loučeň v okrese Nymburk. Zámek je od roku 2000 vlastněn soukromou společností Loučeň, a.s. Architektonickou součástí zámku je také katolický kostel Nanebevzetí Panny Marie, který byl vystavěn ve 14. století. Zámek je chráněn jako kulturní památka České republiky.

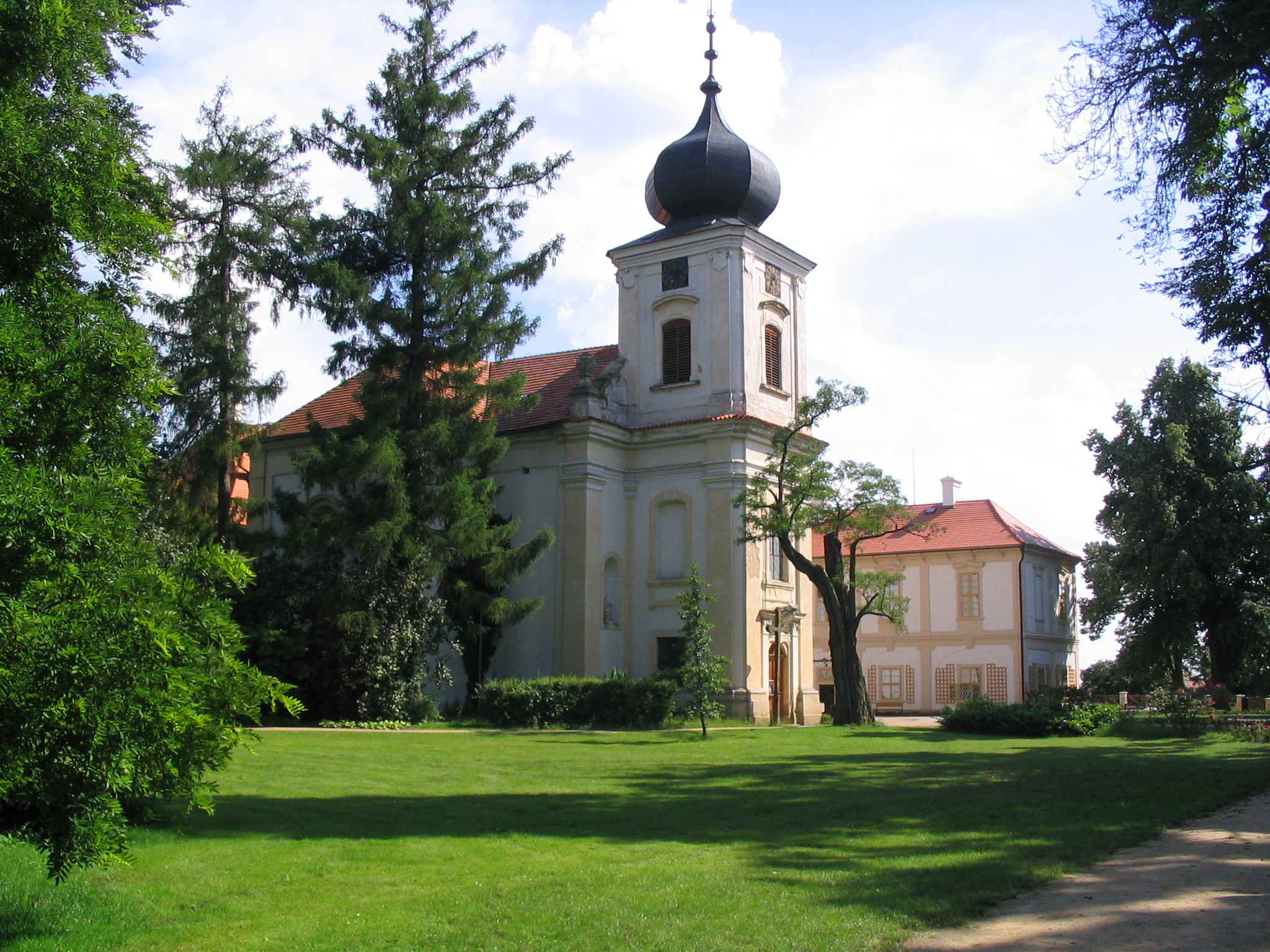
Zámecký kostel Nanebevzetí Panny Marie

## Historie

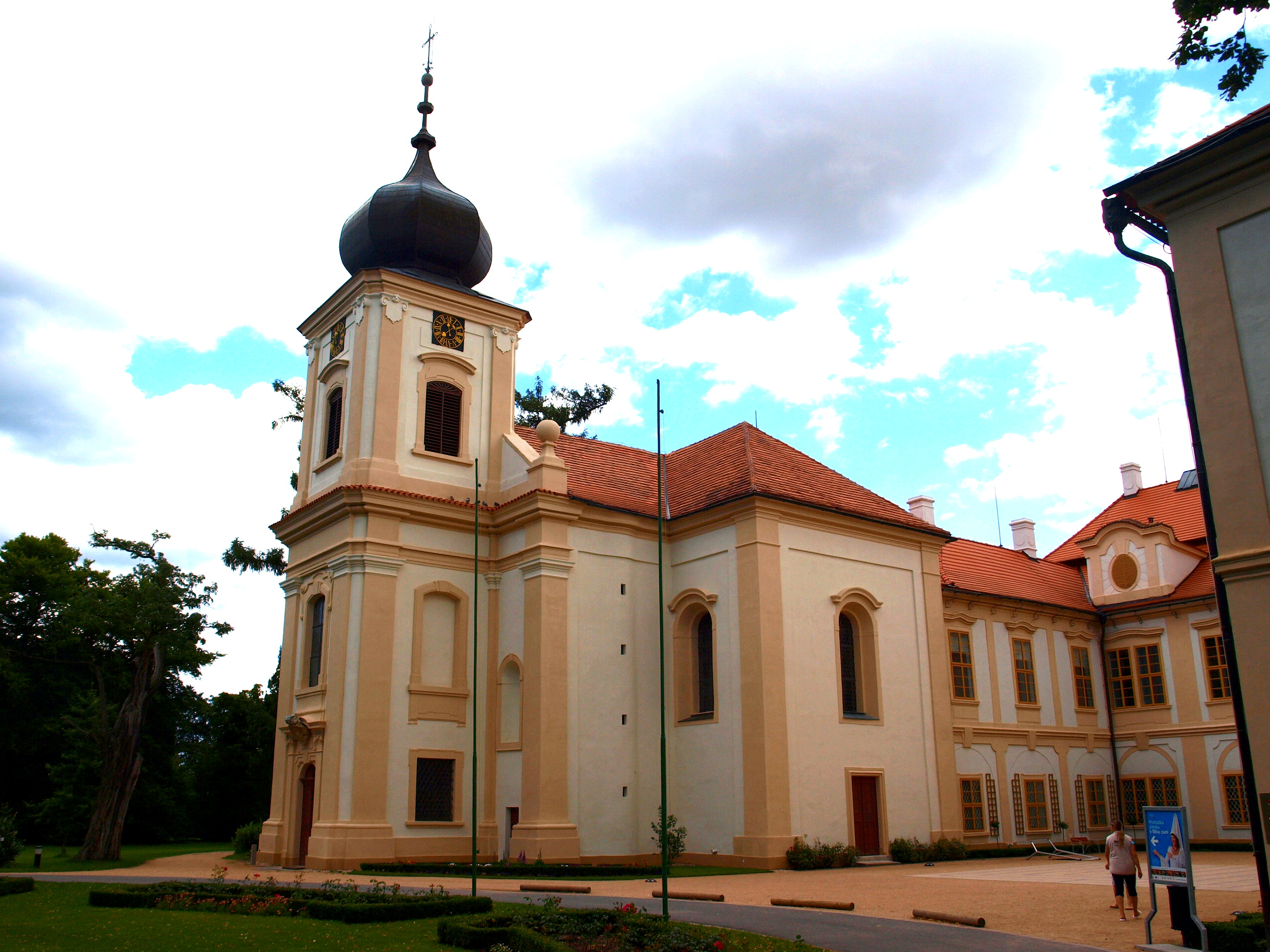
Zámecký kostel Nanebevzetí Panny Marie

Zámek Loučeň byl vybudován na místě bývalé středověké tvrze. První zmínka o této tvrzi je z roku 1223 a byla objevena na vysvědčení pražského biskupa Peregrina. Tento rok se také bere jako první oficiální zmínka i o obci Loučeň. Od této doby až do roku 1618 se na tvrzi střídají majitelé – několik vladyků a zemanů.
Od roku 1612 vlastní tvrz Loučeň a další přilehlé vsi Václav Berka z Dubé starší. Jednalo se o velmi bohatého šlechtice, který nesympatizoval s císařem Ferdinandem II. Proto roku 1620 po bitvě na Bílé hoře Václav Berka opouští zemi a tvrz je roku 1622 zkonfiskována kvůli účasti Václava Berky ve stavovském odboji. O rok později všechen Berkův majetek skupuje Adam z Valdštejna.
Během třicetileté války byly všechny okolní vesnice na Nymbursku velmi postiženy vpádem vojsk. Zchátralou tvrz v Loučeni začal až v době 1704 – 1713 přestavovat na barokní zámek Karel Arnošt z Valdštejna. K zámku byla také přistavěna kaple, která byla později přebudována na kostel Nanebevzetí Panny Marie. Po smrti Karla Arnošta přebírá panství jeho dcera Eleanora a ta dále předává dědictví své dceři Marii Anně. Ta byla velmi rázná, pronásledovala evangelíky, přitvrdila v robotě. Marie Anna se provdala za Josefa Fürstenberka a tím se přesouvá vlastnictví zámku Loučeň z rodu Valdštejnů pod Fürstenberky.
Roku 1809 se stává majitelem zámku Loučeň Maxmilián z rodu Thurn-Taxisů skrze sňatek s kněžnou z rodu Fürstenberků. Rok 1813 byl pro zámek Loučeň významný zejména tím, že hostil císaře Františka I. a ruského cara Alexandra I.
Roku 1828, v době panování Karla Anselma z Thurn-Taxisu se v zahradách zámku začal budovat anglický park. Karel Anselm také nechává roku 1834 vystavět Úřednický dům na Loučeni, který v současné době slouží jako zámecký hotel Maxmilián. Zámek při své cestě po Evropě v roce 1899 navštívil Mark Twain.
Roku 1876 se kníže Alexander z Thurn-Taxisu oženil s kněžnou Marií Alžbětou z rodu Hohenlohe-Waldenburg-Schillingsfürst. Měli spolu tři děti: Ericha, Eugena a Alexandra, zvaného Paša. Žili střídavě v Paříži a na loučeňském zámku.
V letech 1876–1933 hraběnka Marie z Thurn-Taxisu (1855–1934) sbírala umělecká díla a vedla společenský salón, do něhož přijížděli umělci. Nejdříve to bylo v Paříži, později v Loučeni, hosty byli například baletní mistr Václav Formič Nižinskij, básníci Rainer Maria Rilke, Anna de Noilles, spisovatelé Hugo von Hofmannsthal, a Rudolf Kassner.

### Některé milníky z novodobých dějin
- 1911 – na zámek byla zavedena elektřina
- 1929 – interiéry zámku byly poprvé zpřístupněny veřejnosti
- 1945 – zámek vyrabován sovětskou armádou a obyvateli Loučeně
- 1949 – zámek spadá pod vlastnictví Ministerstva obrany ČR
- 2000 – zámek Loučeň včetně parku se stává majetkem manželů Šrámkových (prostřednictvím společnosti Loučen, a.s.)[1]
- 7. 7. 2007 – otevření nově opraveného zámku s expozicí, do které se postupně vracejí některé kusy původního mobiliáře

## Současnost

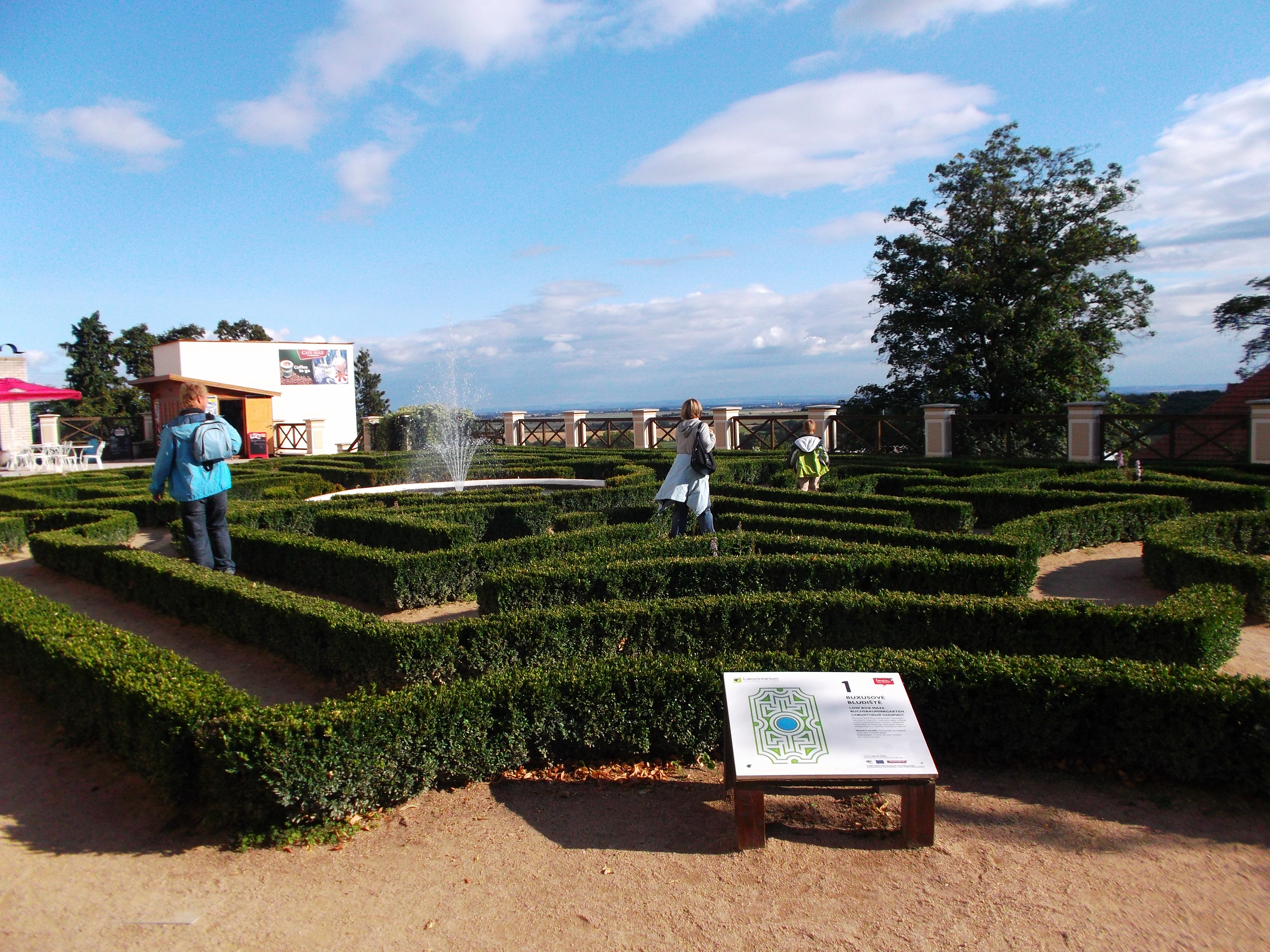
Buxusové bludiště

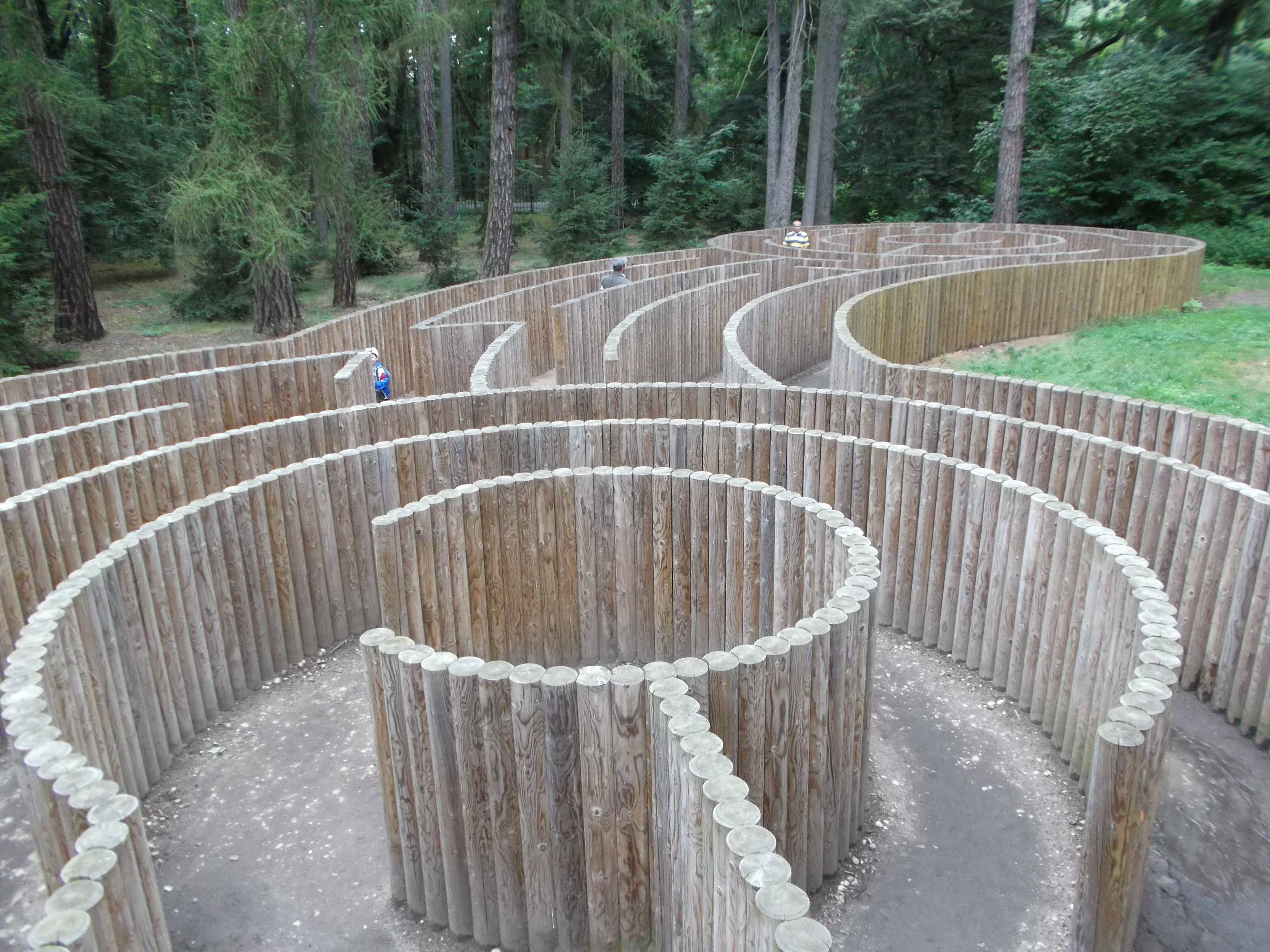
Palisádové bludiště

V 21. století je zámek Loučeň otevřen veřejnosti a to díky kompletní rekonstrukci, která probíhala v letech 2000–2007. Návštěvníkům jsou nabízeny též prohlídky zámku, které vedou kostýmovaní průvodci – komorník, kastelán nebo kněžna. Rekonstrukcí prošel i přilehlý anglický park a zámecký hotel. V parku bylo vybudováno Labyrintárium v Loučeni s 11 labyrinty a bludišti.
Kromě labyrintů obsahuje park též několik jezírek a kašen, dále kuličkové hřiště, visuté lávky a lanové centrum. Součástí parku je také amfiteátr, zámecká oranžérie, altánek či domeček knížete Alexandra.

## Expozice
| Rok  | Počet návštěvníků |
| ---- | ----------------- |
| 2015 | 161 845           |
| 2016 | 144 740           |
| 2017 | 182 695           |
| 2018 | 179 139           |
| 2019 | ?                 |

Zámek Loučeň nabízí komorní a velkou expozici. Komorní expozice je umístěna v přízemí zámku a je zaměřená na nejdůležitější fakta o rodech Valdštejnů, Fürstenberků a Thurn-Taxisů. Velká expozice se věnuje z velké části rodu Thurn-Taxisů a jejich podnikatelské činnosti. Zabývali se především poštovními službami a to v Itálii a ve střední Evropě. Celá expozice je situována do doby života posledního z Thurn-Taxisů – Alexandra, který zemřel v roce 1939.

## Návštěvy významných osobností
Seznam významných osobností, které navštívily zámek.
- František I. – rakouský císař
- Alexandr I. - ruský car
- Mark Twain – americký spisovatel
- Rainer Maria Rilke – rakouský básník, rodák z Prahy
- Hugo von Hofmannsthal – rakouský spisovatel a básník
- Bedřich Smetana – český skladatel
- Richard Harry Fletcher – trojnásobný vítěz Velké pardubické
- Alice Masaryková – dcera prezidenta Tomáše Garrigue Masaryka